# Gracilisuchus
Gracilisuchus ('slanke krokodil') is een monotypisch geslacht van uitgestorven reptielen die voorkwamen in het Midden-Trias van Argentinië. Het bevat als enige soort Gracilisuchus stipanicicorum, die in de clade Suchia is geplaatst, dicht bij de voorouders van Crocodylomorpha. Zowel het geslacht als de soort werden voor het eerst beschreven door Alfred Romer in 1972.

## Ontdekking

### Ontdekking van het holotype
Een expeditie van vier maanden in 1964 en 1965 in het Ischigualasto-Villa Unión-bekken van de provincie La Rioja (Argentinië), werd uitgevoerd door Alfred Romer en zijn collega's, die bestonden uit onderzoekers van het Museum of Comparative Zoology (MCZ) aan de Harvard University. Terwijl de eerste twee maanden van de expeditie onvruchtbaar waren, brachten opgravingen bij de Chañares-rivier en de Gualo-rivier al snel exemplaren aan het licht die tot een grote verscheidenheid aan tetrapode groepen behoorden. Onder deze bevond zich het skelet van een kleine dergelijke archosauriër, ontdekt op ongeveer drie kilometer ten noorden van de rivier de Chañares. Het skelet werd opgeslagen in het La Plata Museum (MLP), dat de expeditie had ondersteund, onder het exemplaarnummer MLP 64-XI-14-11. Het exemplaar is sindsdien overgebracht naar het Museum voor Paleontologie aan de Nationale Universiteit van La Rioja (PULR), waar het het exemplaarnummer PULR 08 draagt.
Dit exemplaar, dat het holotype van Gracilisuchus zou worden, bestaat uit een gedeeltelijke schedel, een onvolledige wervelkolom, delen van het schouderblad en het opperarmbeen, gastralia en verschillende bijbehorende osteodermen. Verschillende andere exemplaren zijn gemengd met deze overblijfselen op dezelfde plaat. Een reeks wervels ('Serie A'), oorspronkelijk geïdentificeerd als de staart van Gracilisuchus, is toegewezen aan Tropidosuchus. Een andere reeks halswervels ('Serie B') onderging een soortgelijke hertoewijzing. Een schouderblad en ravenbeksbeen die de botten van de ledematen van het holotype overlappen, behoren waarschijnlijk tot een tweede Gracilisuchus. Er zijn drie darmbeenderen, die geen van allen tot het holotype behoren; de ene behoort tot een exemplaar van Lagosuchus, de andere tot Tropidosuchus. Een rechterachterpoot en een linkerdijbeen en -scheenbeen zijn toegewezen aan Tropidosuchus, en een ander is toegewezen aan Lagosuchus. De voet van de rechterachterpoot was oorspronkelijk toegewezen aan Gracilisuchus.

### Verdere exemplaren en beschrijving
Drie andere exemplaren, opgeslagen in de MCZ, werden door Romer en zijn team gevonden in dezelfde locatie als het holotype. Ze zijn MCZ 1147, een bijna complete schedel met kaken; MCZ 4118, delen van de schedel, een goed bewaarde nek en andere elementen; en MCZ 4116, een verbrijzelde schedel en een kaak met materiaal van de rest van het lichaam, waarvan een deel betrekking heeft op een kleiner exemplaar. José Bonaparte van het Miguel Lillo Institute (PVL) verzamelde later aanvullend materiaal van de vindplaats tussen 1970 en 1972, waaronder twee nieuwe exemplaren: PVL 4597, het 'Tucuman-exemplaar', dat een bijna complete schedel en kaken bevat, een bijna complete reeks hals- en ruggenwervels, gedeeltelijke sacrale- en staartwervels, het bekken, het grootste deel van de linkerachterpoot en een deel van de achterpoot, die twintig procent groter is dan het holotype; en PVL 4612, een bijna complete schedel en onderkaken.
In 1972 beschreef Romer de exemplaren die zijn team had ontdekt in het tijdschrift Breviora. Hij benoemde een nieuw geslacht voor de exemplaren, Gracilisuchus, met het voorvoegsel Gracili verwijzend naar 'de duidelijk gracieuze bouw van het kleine reptiel'. Bovendien plaatste hij ze in het type en de enige soort Gracilisuchus stipanicicorum, die het werk van Pedro en Maria Stipanicic in de stratigrafie en paleobotanie van het Trias eert. In dit artikel gaf Romer ook een skeletreconstructie van Gracilisuchus, omdat hij de indruk had dat bijna het hele skelet bekend was. Verschillende elementen waren echter onjuist door hem geïdentificeerd. Het gebrek aan volledige kennis over de anatomie ervan belemmerde latere studies van Gracilisuchus, totdat artikelen van Lecuona, Desojo en Diego Pol in 2011 en 2017 de overblijfselen opnieuw beschreven. De eerste hiervan was gewijd aan PVL 4597, terwijl de tweede alle bekende exemplaren beoordeelde.

## Beschrijving
Gracilisuchus was een klein lid van de Pseudosuchia. De grootste schedel heeft een lengte van iets meer dan negen centimeter en het grootste dijbeen heeft een lengte van ongeveer acht centimeter. In 1972 schatte Alfred Romer de totale lengte op eenentwintig centimeter; in 2014 schatten Agustinia Lecuona en Julia Desojo een lengte van achtentwintig centimeter voor het lichaam exclusief de heup en staart. Het gewicht van Gracilisuchus wordt geschat op 1,31 kilogram.

### Schedel

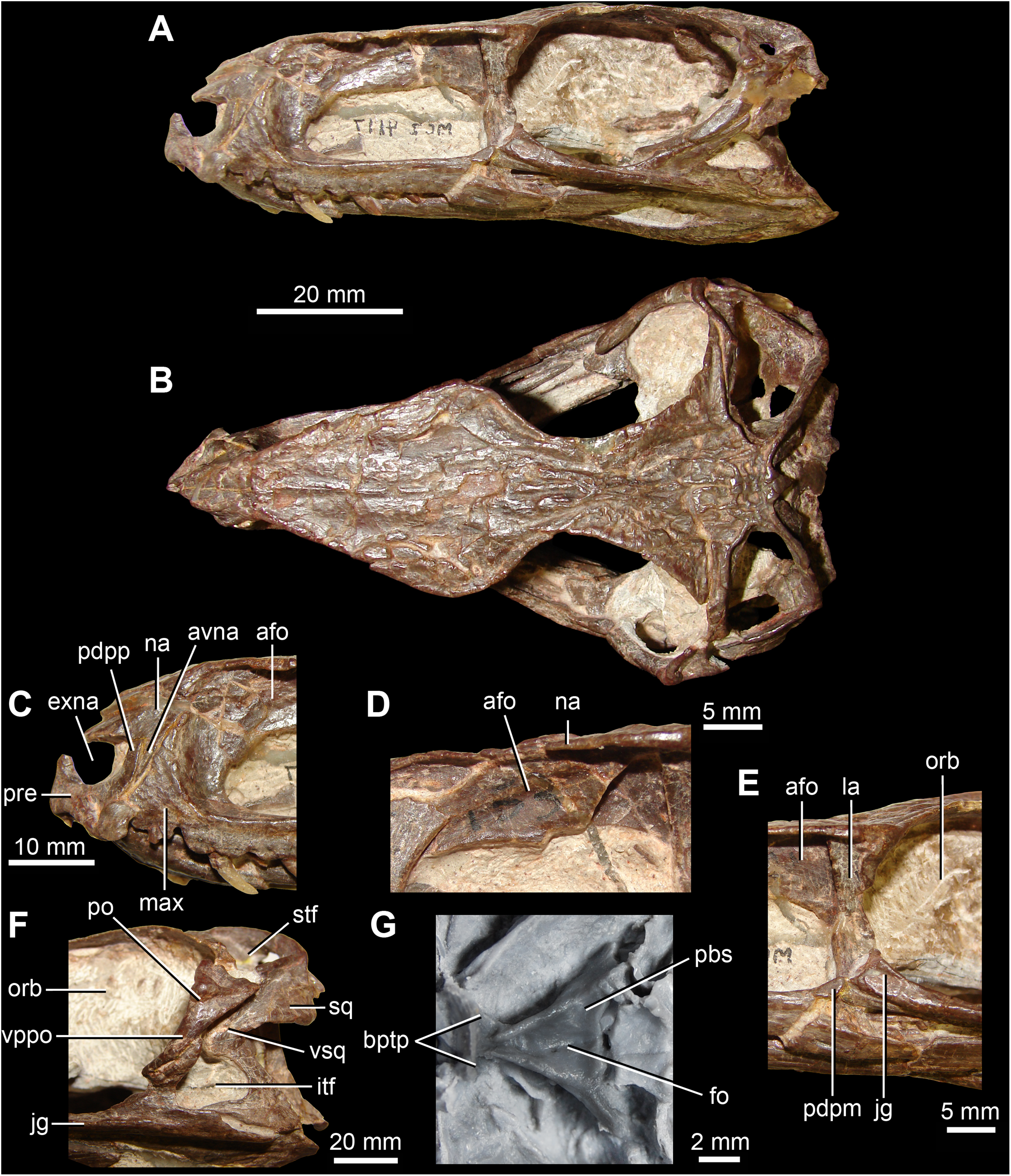
De schedel

Een aantal kenmerken van de schedel kunnen worden gebruikt om Gracilisuchus te onderscheiden. De schedelopeningen zijn relatief groot, waarbij de antorbitale fenestra dertig tot zesendertig procent van de lengte van het schedeldak beslaat en de oogkas vijfendertig tot tweeënveertig procent van de lengte van het schedeldak. Bovendien is de supratemporale fenestra, uniek, breder dan lang. Binnen de oogkas bevindt zich een scleraalring en de gehoorbeentjes (benige segmenten) die de ring vormen, maken contact maar overlappen elkaar niet. In tegenstelling tot zijn naaste verwanten Turfanosuchus en Yonghesuchus, maar overeenkomend met Tropidosuchus, vroege theropoden en de Crocodylomorpha, is het traanbeen zo groot als de oogkas in plaats van aanzienlijk korter te zijn.
Achter de oogkas is het verticale uitsteeksel van het jukbeen uniek recht. Het achterwaartse uitsteeksel van het jukbeen bevindt zich onder het voorwaartse uitsteeksel van het quadratojugale bot, convergerend met Erpetosuchus, Postosuchus, Polonosuchus en de Crocodylomorpha, in tegenstelling tot Turfanosuchus en Yonghesuchus waar ze andersom liggen. Verder is er een postfrontaal bot aanwezig, met een zijwaarts uitsteeksel dat uniek lang is en zich uitstrekt over de achterkant van de oogkas. Er is ook een postpariëtaal bot, dat klein en driehoekig is. Aan de achterkant van de schedel is het posttemporale foramen groot in verhouding tot de breedte van de schedel. Ook in tegenstelling tot Turfanosuchus en Yonghesuchus, heeft Gracilisuchus vier tanden in de premaxilla in plaats van vijf, zoals Prestosuchus, Saurosuchus, Fasolasuchus, Batrachotomus, de Rauisuchidae en de Crocodylomorpha. Er is geen snijrand of carina aan de voorkant van de premaxillaire tanden, en ze hebben geen getande tandjes aan de voor- of achterkant.

### Wervels
Er zijn acht halswervels. In tegenstelling tot Turfanosuchus, Euparkeria, Fasolasuchus, Saurosuchus en sphenosuchiden, draagt de hechting tussen het centrum en de wervelboog van de draaier (tweede halswervel) een niet afgeronde, driehoekige opwaartse projectie. Er is een lange, smalle longitudinale kiel aan de onderkant van de draaier, die ook wordt gezien bij Riojasuchus, Saurosuchus, de aetosauriër Stagonolepis en phytosauriërs. De voorste rand van het doornuitsteeksel is uniek hoog en verticaal, terwijl de achterste rand concaaf is zoals bij Turfanosuchus maar in tegenstelling tot Erpetosuchus. Net als bij beide steekt het gewrichtsuitsteeksel dat bekend staat als de postzygapophysis, over de achterrand van het centrum uit, maar het ligt uniek in het horizontale vlak in plaats van schuin omhoog gericht te zijn. De overige halswervels hebben slecht ontwikkelde kielen op hun onderkant, in tegenstelling tot Erpetosuchus, Nundasuchus, aetosauriërs, Saurosuchus en Riojasuchus. De zijkanten van hun centra hebben lange verlagingen, zoals Turfanosuchus, aetosauriërs, Batrachotomus en Ticinosuchus.
In ten minste de vierde, zesde en zevende halswervel zijn er smalle, afgeronde 'tafels' aan de basis van de doornuitstekels, zoals bij Turfanosuchus en Euparkeria. Er zijn ronde verlagingen aan de voorkant van de doornstekels, boven de neurale bogen, een eigenschap die wordt gedeeld met Turfanosuchus. De postzygapophyses bevinden zich op hetzelfde niveau als een andere reeks uitsteeksels, de prezygapophyses, zoals bij Turfanosuchus, Erpetosuchus en Ornithosuchus. De bovenrand van de postzygapophyses is bol zoals bij Turfanosuchus. Er zijn verlagingen onder de postzygapophyses, die bij geen enkele andere archosauriër worden gezien, behalve bij Stagonosuchus en Batrachotomus, waar ze dieper zijn. Een andere reeks uitsteeksels die bekend staan als de parapofysen strekken zich naar achteren uit op longitudinale richels, zoals bij Nundasuchus, Batrachotomus en Postosuchus.
Er zijn zestien ruggenwervels. Net als Parringtonia, Nundasuchus en andere archosauriërs zijn de gewrichtsvlakken van hun centra vlak. De kielen op hun onderkant zijn weer erg zwak ontwikkeld, wat in tegenstelling tot Riojasuchus, Erpetosuchus, Parringtonia en Nundasuchus is, maar net zoals bij aetosauriërs. Er zijn ook geen 'tafels' op de doornuitsteeksels, in tegenstelling tot Turfanosuchus, Erpetosuchus, Parringtonia, aetosauriërs, Nundasuchus en Ticinosuchus. Net als bij Turfanosuchus, Parringtonia en Nundasuchus bevinden de prezygapophyses zich op hetzelfde niveau als de bovenkant van de voorkant van sommige van de centra. Sommige van de zijwaarts uitstekende dwarsuitsteeksels hebben wat diepere holten op de onderkant, zoals bij Turfanosuchus, maar ze zijn slechter ontwikkeld dan bij Nundasuchus, Batrachotomus of Stagonosuchus.
Er zijn twee sacrale wervels bekend. De transversale uitsteeksels van het eerste sacrale, die bijna met de ribben zijn versmolten, zijn gescheiden van de doornuitsteeksels door twee paar groeven die een scherpe hoek vormen. De wervelboog van het tweede sacrale heeft ook een lange verlaging op het bovenoppervlak. Het uiterlijk van deze kenmerken lijkt meer op Turfanosuchus dan op Nundasuchus. Uniek is dat de buitenranden van het eerste paar sacrale ribben langer zijn dan hun binnenranden. Het tweede paar heeft een meer prominente verbreding, ook gezien in Turfanosuchus, Euparkeria en Saurosuchus. De twee paren kwamen niet met elkaar in contact, zoals bij Euparkeria. Er waren minstens zestien staartwervels. Hun doornuitsteeksels hebben geen accessoire gewrichtsuitsteeksels aan de voorkant, zoals bij Turfanosuchus en Euparkeria, maar in tegenstelling tot andere basale archosauriërs. Ze missen ook 'tafels', in tegenstelling tot Turfanosuchus en Parringtonia.

### Ledematen
In de schoudergordel is het uiteinde van het scapulierblad wijd en asymmetrisch verbreed, in tegenstelling tot Turfanosuchus, Batrachotomus en Ticinosuchus, maar vergelijkbaar met de crocodylomorf Dromicosuchus. In tegenstelling tot Turfanosuchus maar zoals bij Terrestrisuchus en Dibothrosuchus, is de articulatie met het spaakbeen op het opperarmbeen smaller dan die met de ellepijp. De breedte van het onderste uiteinde van het opperarmbeen is 2,5 keer die van de schacht, zoals bij Batrachotomus (2,5), Ticinosuchus (2,7), Postosuchus (2,4) en Terrestrisuchus (2,4), maar kleiner dan bij Turfanosuchus (3,75).
In het bekken heeft het darmbeen een zwak verbreed voorblad, zoals bij Turfanosuchus, Euparkeria, Postosuchus en Caiman. De voorkant van het raakvlak met het schaambeen reikt verder dan het voorblad, zoals bij Turfanosuchus, Euparkeria, Saurosuchus, Postosuchus en Lagerpeton. Ondertussen is het achterblad lang, zoals bij Turfanosuchus en Postosuchus. Er is een richel langs de onderkant van dit blad, het meest vergelijkbaar met die van Terrestrisuchus, Dromicosuchus en Marasuchus. De sacrale ribben articuleren op deze richel, in tegenstelling tot Turfanosuchus waar de richel zich erboven bevindt. De heupkom van Gracilisuchus was groter dan die van andere archosauriformen. Net als Turfanosuchus, Marasuchus, Lagerpeton en andere archosauriërs, heeft de heupkom geen perforatie en is er een ondersteuning boven het acetabulum voor het dijbeen.
Ongebruikelijk, maar net als bij Tropidosuchus, Protosuchus en Orthosuchus is het contact tussen het darmbeen met het schaambeen kort. Er steekt een kleine benige tong uit dit raakvlak naar beneden, die verder alleen bij Postosuchus voorkomt. Er is geen prominent oppervlak van de heupkom op het schaambeen, noch is er een zichtbare verbinding met het zitbeen; het eerste is vergelijkbaar met Fasolasuchus en Orthosuchus, en het laatste is vergelijkbaar met nog levende krokodilachtigen. Een L-vormige lamina is aanwezig op het achteroppervlak van het 'schort' van het schaambeen. De verbinding tussen de twee zitbeenderen ligt kenmerkend dicht bij de bovenkant van de elementen, waarbij het gedeelte erboven slechts tweeëntwintig procent van de lengte van het bot bedraagt; Ornithosuchus kan een soortgelijke toestand bezitten.
Ongeveer de onderste vijfenvijftig procent van het dijbeen is gebogen, wat resulteert in een sigmoïdale S-vorm. De bovenkant van de heupkop is verbreed naar de middenlijn, waarbij de verbreding sterk lijkt op die van Fasolasuchus, Postosuchus en de phytosauriër Parasuchus. Er is ook een kleine voorwaartse projectie zoals Pseudhesperosuchus. Net als Macelognathus en Trialestes is de vierde trochanter, een archosauriform kenmerk, slecht ontwikkeld. Aan de onderkant is de groef die de gewrichten met het scheenbeen en kuitbeen scheidt ondiep, zoals bij Turfanosuchus, Euparkeria, Tropidosuchus, Riojasuchus, Marasuchus en Lagerpeton. Verlagingen op de achter- en buitenoppervlakken zijn even slecht ontwikkeld, zoals bij Aetosauroides en Marasuchus. Het scheenbeen heeft negentig procent van de lengte van het dijbeen, net als bij andere basale archosauriërs met een rechte schacht, zoals Euparkeria, Aetosauroides, Neoaetosauroides, Fasolasuchus, Postosuchus en Lagerpeton. Het onderste uiteinde van het bot is breder dan lang, zoals bij Dromicosuchus. Er is een bocht ongeveer een kwart van de afstand naar beneden vanaf de bovenkant van het kuitbeen, waar de langwerpige, zwak ontwikkelde iliofibulaire trochanter zich bevindt. Euparkeria, Marasuchus, Terrestrisuchus, Dromicosuchus en Effigia hebben een eveneens slecht ontwikkelde trochanter.
Net als Turfanosuchus en andere leden van de Crurotarsi, heeft Gracilisuchus een 'krokodil-normaal' enkelgewricht, waarbij het sprongbeen en hielbeen zijn verbonden met een 'pin-in-gat'-gewricht. In tegenstelling tot Turfanosuchus, Euparkeria en Marasuchus, heeft het sprongbeen een 'schroefverbinding' met het scheenbeen, met enigszins uiteenlopende scharnierende oppervlakken. Net als Turfanosuchus en Euparkeria beslaat de holte aan de voorkant van het sprongbeen meer dan de helft van het oppervlak. In tegenstelling tot die twee heeft de binnenkant van het sprongbeen één vlak oppervlak in plaats van twee. Het hielbeen heeft een 'glijdende' articulatie met het kuitbeen zoals bij Turfanosuchus en andere pseudosuchiden. Er is een inkeping aan de achterkant van het bot, zoals bij Turfanosuchus, Aetosauroides, Fasolasuchus, Dromicosuchus, Protosuchus en Caiman. De knobbel naast de inkeping is naar achteren gericht en is breder dan hoog, zoals bij Turfanosuchus en aetosauriërs. Er zijn vijf tenen in de voet, waarbij de formule van het aantal kootjes dat op elke teen bewaard is 2-3-2-2-1 bedraagt van de eerste teen tot het vijfde; de eerste teen is volledig bewaard gebleven.

### Osteodermen
Gracilisuchus droeg twee rijen benige platen, bekend als osteodermen, boven zijn nek en romp, waarbij het eerste paar direct achter de schedel begon. Ze lijken niet door te lopen over het bekken; dit kan verband houden met het ontbreken van 'tafels' bij de doornuitstekels van de achterste wervels, of het kan een artefact van de preservering zijn. Net als bij Turfanosuchus, Ticinosuchus, Saurosuchus en Qianosuchus lagen er twee paar osteodermen boven elke wervel. Elke osteoderm overlapt enigszins de osteoderm er direct achter, en de linkerosteoderm van elke rij ligt iets verder naar voren dan de rechter, waardoor een asymmetrisch uiterlijk ontstaat. Deze verspringende opstelling wordt ook gezien bij Euparkeria, Ticinosuchus, Nundasuchus, Qianosuchus, Prestosuchus en Saurosuchus.
Terwijl de osteodermen van de voorste rij driehoekig zijn, zijn de osteodermen verder naar achter bladvormig. Deze bladvormige osteodermen hebben kleine voorwaartse uitsteeksels waar ze elkaar in het midden ontmoeten, zoals bij Turfanosuchus en Euparkeria maar in tegenstelling tot Postosuchus, Batrachotomus en Saurosuchus, die osteodermen hebben met verder naar de zijkanten gelegen voorwaartse uitsteeksels. Het oppervlak van elk osteoderm draagt een longitudinale middenlijnkiel, met aan weerszijden een verlaging. Dit is vergelijkbaar met Saurosuchus en Batrachotomus, maar in tegenstelling tot Turfanosuchus, Euparkeria, Erpetosuchus, Parringtonia en Postosuchus, die allemaal kielen hebben die niet op de middenlijn staan. De exemplaren van Gracilisuchus hebben vaak verschillende osteoderme oppervlaktestructuren; sommige zijn glad zoals bij Turfanosuchus, terwijl andere radiale putjes en groeven hebben zoals bij Erpetosuchus.

## Fylogenie

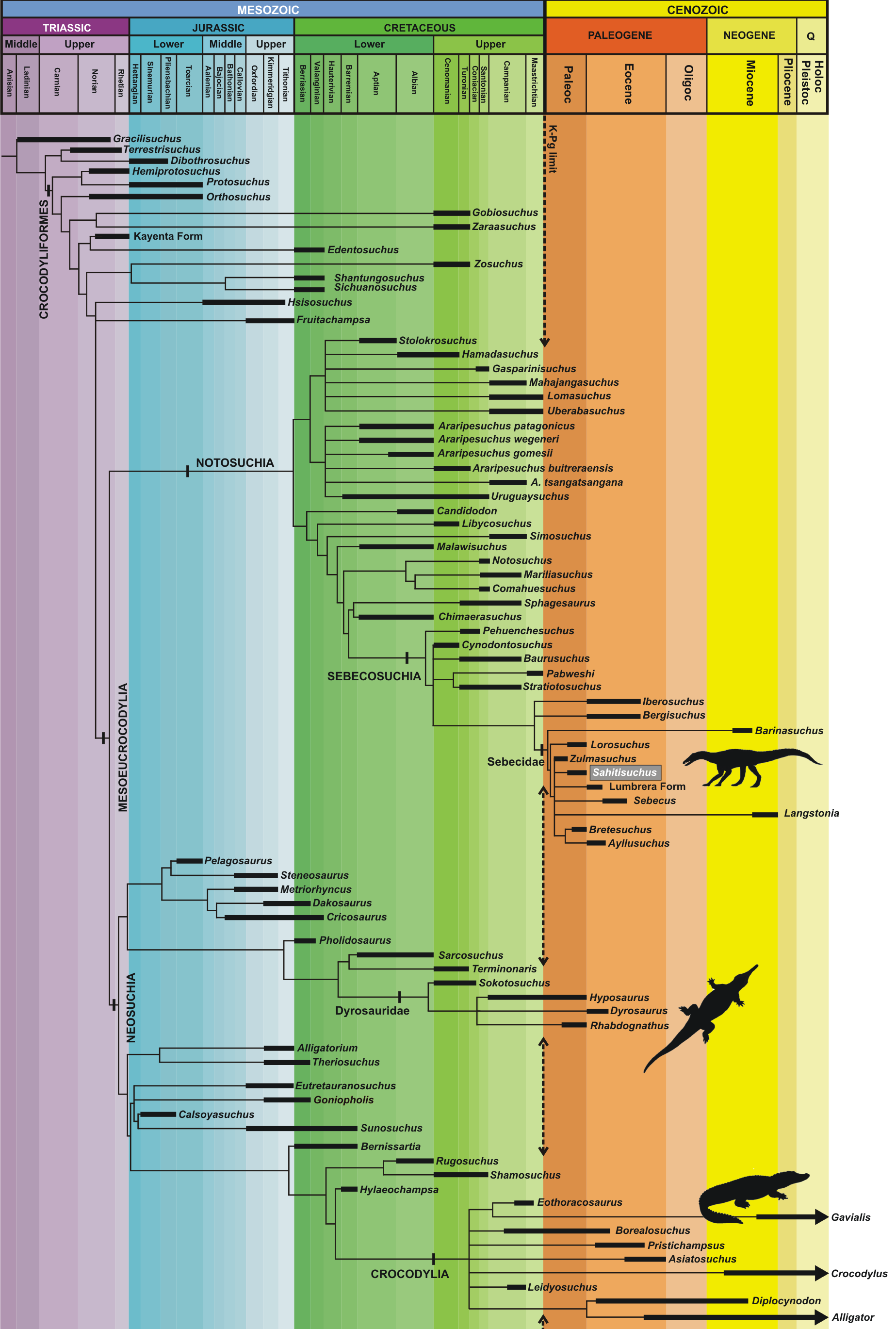
Gracilisuchus wordt vaak gebruikt als outgroup

### Interpretatie als een ornithosuchide
Romer beschouwde Gracilisuchus als 'heel duidelijk' een familielid van de Schotse Ornithosuchus, vanwege overeenkomsten in schedelstructuur en andere skeletkenmerken. Toen Alick Walker Ornithosuchus in 1964 beschreef, suggereerde hij dat Teratosaurus en Sinosaurus naaste verwanten waren en samen de familie Ornithosuchidae vormden. Hij suggereerde verder dat het theropode dinosauriërs waren. Op dat moment werden theropoden verdeeld in twee groepen volgens de classificatie van Romer uit 1956: de Coelurosauria (kleine theropoden met lange hals en kleine kop) en Carnosauria (grote theropoden met korte hals en grote kop). Walker beschouwde ornithosuchiden als behorend tot de laatste groep, vanwege sterke morfologische overeenkomsten tussen de ledematengordels van Ornithosuchus, Albertosaurus, Gorgosaurus en Antrodemus (= Allosaurus). Hij identificeerde ornithosuchiden als de voorouderlijke stam uit het Trias, waaruit de carnosauriërs uit het Jura en het Krijt voortkwamen.
Deze beoordeling bleef in de daaropvolgende jaren redelijk populair en werd door Romer overgenomen voor de editie uit 1966 van zijn leerboek Vertebrate Paleontology. Tegen de tijd van Romers beschrijving van Gracilisuchus in 1972, was het geografische bereik van ornithosuchiden uitgebreid met de Argentijnse Venaticosuchus en Riojasuchus, die in 1969 door Bonaparte naar de familie waren verwezen. Romer merkte op dat Gracilisuchus het kleinste en oudst bekende lid was van de groep tot nu toe, en dienovereenkomstig een vrij basale morfologie had (niettegenstaande zogenaamd afwijkende kenmerken zoals de gedeeltelijke sluiting van het infratemporale venster). Hij had echter bedenkingen bij Walkers identificatie van ornithosuchiden als dinosauriërs, waarbij hij basale archosauride kenmerken opmerkte, zoals de gesloten heupkom, osteodermen en een krokodil-normale enkel. Daarom beschouwde hij de zogenaamd carnosaurische kenmerken als producten van convergente evolutie.

### Heridentificatie als een niet-ornithosuchide
In de daaropvolgende jaren rezen er twijfels over de vraag of Gracilisuchus eigenlijk toe te wijzen was aan de Ornithosuchidae. In 1979 scheidde Arthur Cruickshank pseudosuchiden ('krokodillenlijn'-archosauriërs) in twee groepen op basis van het feit of ze 'krokodil-normale' of 'krokodil-omgekeerde' (waarbij de pen en de kom zich op de tegenovergestelde botten bevinden) enkels droegen. Hij merkte op dat, terwijl Gracilisuchus een 'krokodil-normaal' gewricht had, andere ornithosuchiden een 'krokodil-omgekeerd' gewricht hadden; zo verwijderde hij Gracilisuchus uit de Ornithosuchidae. Donald Brinkman merkte in 1981 op dat, zonder verdere informatie over de oorsprong van 'krokodil-omgekeerde' gewrichten, het mogelijk zou zijn dat 'krokodil-normale' gewrichten de basale toestand vertegenwoordigen, die werd behouden bij Gracilisuchus, waarbij de 'krokodil-omgekeerde' gewrichten een specialisatie van latere ornithosuchiden vertegenwoordigden.
Tegelijkertijd merkte Brinkman echter een aantal andere eigenschappen op bij Gracilisuchus die verschillen van 'geavanceerde' ornithosuchiden. Deze omvatten de rechthoekige antorbitale fenestra; de afgeronde onderkant van de oogkas vanwege de afwezigheid van een prominente projectie van het jukbeen voor het oog; het lange, slanke quadratojugale bot; het ontbreken van een opening of diasteem tussen de tanden van de premaxilla en maxilla; de rechthoekige infratemporale fenestra; een holle flens aan de achterkant van het squamosale bot; de achterkant van de onderkaak is niet gevorkt en strekt zich alleen naar achteren uit boven de mandibulaire fenestra; het spleniale bot vormt de onderkant van de kaak in plaats van beperkt te zijn tot het binnenoppervlak; het ontbreken van kielen in de halswervels; en de aanwezigheid van twee rijen osteodermen over elke wervel in plaats van één. De eerste, vierde en vijfde eigenschap hiervan worden gedeeld met Euparkeria, waardoor Brinkman ze als basale eigenschappen beschouwt; Euparkeria lijkt echter meer op 'geavanceerde' ornithosuchiden met betrekking tot de andere eigenschappen.
Volgens Brinkman liet dit twee mogelijkheden over: ofwel Gracilisuchus was afgeleid van de basale ornithosuchide toestand op een andere manier dan andere ornithosuchiden, of het vertegenwoordigt een geheel andere evolutionaire radiatie, los van de ornithosuchiden. Hij merkte intrigerende overeenkomsten op tussen Gracilisuchus en leden van de Sphenosuchia; de derde en zesde van de bovenstaande eigenschappen worden gedeeld met Sphenosuchus en Pseudohesperosuchus, terwijl de negende wordt gedeeld met Lewisuchus. Zo beeldde Brinkman in een fylogenetische boom Gracilisuchus voorlopig af als zijnde dichter bij de 'krokodillenlijn' Erythrosuchidae, de Rauisuchidae en de Stagonolepididae (= Aetosauria) dan de Ornithosuchidae en de Euparkeriidae.

### Opname in de Suchia en Crurotarsi
Fylogenetische analyse ondersteunde al snel de hypothese van Brinkman dat Gracilisuchus dichter bij de 'krokodillenlijn' archosauriërs stond. In 1988 publiceerden Michael Benton en James Clark een fylogenetische analyse waarin Gracilisuchus en zestien andere taxa waren opgenomen. Hij werd gevonden als lid van de Suchia, een groep die door Bernard Krebs wordt gedefinieerd als gekenmerkt door onder meer een 'krokodil-normale' enkel. Binnen de Suchia ontdekten ze dat Gracilisuchus het zustertaxon was van crocodylomorfen en pseudosuchiden (die ze restrictief definieerden om rauisuchiden en stagonolepididen te omvatten). Het onderscheidde zich van de laatste twee door de aanwezigheid van postpariëtalen en de afwezigheid van: een put tussen de basioccipitale en basisfenoïde botten; fusie tussen de atlas (eerste halswervel) en het intercentrum, een element onder de draaier; accessoire uitsteeksels op de doornuitsteeksels van de staart; en osteodermen aan de onderkant van de staart. Ondertussen stonden in deze analyse ornithosuchiden dichter bij dinosauriërs in de Ornithosuchia, en Euparkeria was het zustertaxon van de groep met suchiden en ornithosuchiden.
In 1990 suggereerden Paul Sereno en Andrea Arcucci dat ornithosuchiden - waaronder Gracilisuchus - eigenlijk dichter bij de conventionele 'krokodillenlijn' archosauriërs stonden dan dinosauriërs. Ze noemden de collectieve groep van Suchia, Ornithosuchidae en Parasuchia (= Phytosauria) de Crurotarsi, en merkten enkele verenigende kenmerken op: de sterke naar binnen gerichte boog van de bovenkant van het opperarmbeen; het onderste uiteinde van het kuitbeen is breder dan de bovenkant; de gespecialiseerde 'glijdende' articulatie tussen het kuitbeen en het hielbeen; de 'schroefverbinding' articulatie tussen het scheenbeen en het sprongbeen; de robuuste tuber van het hielbeen, met een uitlopende onderkant; en een 'uitsparing' aan de achterkant van het bovenste uiteinde van het schaambeen. Gracilisuchus werd geïdentificeerd als een uitzondering wat betreft het ontbreken van aanvullende verenigende eigenschappen (synapomorfieën), zoals een robuuste trochanter op het kuitbeen en een enkele rij osteodermen per wervel. Deze classificatie werd verder herzien door Sereno in 1991, toen hij Gracilisuchus verwijderde uit de ornithosuchiden en hem gebruikte om de inhoud van Suchia te definiëren.

### Fylogenetische 'limbo'
Latere analyses hebben geen consensus bereikt over de verwantschappen tussen Gracilisuchus en andere Crurotarsi. Ondanks deze dubbelzinnigheid is Gracilisuchus op grote schaal gebruikt als de belangrijkste 'outgroup', of taxon dat een basale toestand vertegenwoordigt, in analyses van meer afgeleide pseudosuchiden zoals crocodylomorfen, waaronder zowel crocodyliformen als sphenosuchiden (nu onderkend als een parafyletische verzameling van niet-crocodyliforme crocodylomorfen) .
In de analyse van J. Michael Parrish uit 1993 werd opgemerkt dat een 'splinterachtig' vijfde middenvoetsbeentje in de voet, waarschijnlijk een gevolg van de verdichting van de voet, Gracilisuchus verenigde met zijn zustergroep, de nieuw gedefinieerde Paracrocodylomorpha (Poposauridae en Crocodylomorpha). Samen met de Rauisuchidae vormden ze de Rauisuchia. Parrish merkte echter ook op dat Gracilisuchus verschilde van andere Rauisuchia door de afwezigheid van een ossificatie aan de achterkant van de bovenkant van de schedel en de afwezigheid van een fenestra tussen de premaxilla en maxilla. In een analyse uit 1994 plaatste Lars Juul Gracilisuchus in de Paracrocodylomorpha en als het zustertaxon van Postosuchus (toen gezien als een poposauride). Paracrocodylomorpha werd op zijn beurt verenigd met de Ornithosuchidae om de Dromaeosuchia te vormen. Beide analyses suggereerden dat de squamosale flens van Gracilisuchus homoloog was met die van Postosuchus en krokodillen.
Beschrijvingen van materiaal van Erpetosuchus in de vroege jaren 2000 gingen vergezeld van verdere analyses waarin Gracilisuchus was opgenomen. In een beschrijving uit 2000 van Noord-Amerikaans materiaal vonden Paul Olsen, Hans-Dieter Sues en Mark Norell Gracilisuchus als meer afgeleid dan Stagonolepis, maar basaler dan Postosuchus, Erpetosuchus en crocodylomorfen. Later, in een herziening van het geslacht in 2002, vonden Benton en Walker tegenstrijdige hypothesen voor de positie van Gracilisuchus: als zijnde meer afgeleid dan een groep met Ornithosuchus en rauisuchiden (Saurosuchus, Batrachotomus, Prestosuchus); of in een polytomie met Ornithosuchus en rauisuchiden. In beide gevallen stond hij meer basaal dan dezelfde groep (Ornithosuchus + Rauisuchia) in de analyse van Olsen en collega's, verenigd door een richel op het squamosale bot boven het supratemporale fenestra en de afwezigheid van een foramen op het quadratum.
In de tweede editie van The Dinosauria uit 2004 voerde Benton nog een fylogenetische analyse uit, waarbij hij ontdekte dat Gracilisuchus het zustertaxon was van de Phytosauria (tegen die tijd hernoemd van de Parasuchia). Ze vormden een polytomie met Ornithosuchidae, die zich in een basale positie bevonden ten opzichte van de Suchia (gedefinieerd als Stagonolepididae, Postosuchus en Crocodylomorpha), Fasolasuchus en de Prestosuchidae. Later, in 2006, werd dezelfde verwantschap met de Phytosauria teruggevonden door Chun Li e.a. in een fylogenetische analyse uitgevoerd voor het aanvullende materiaal van de beschrijving van Qianosuchus. Ze ontdekten dat die groep in een polytomie zat met Ornithosuchidae; Qianosuchus; de groep van Postosuchus en Crocodylomorpha; en de groep van Stagonolepididae, Fasolasuchus en Prestosuchidae.
Stephen Brusatte, Benton, Desojo en Max Langer voerden in 2010 de destijds meest uitgebreide fylogenetische analyse uit. Ze merkten op dat Gracilisuchus in eerdere analyses een 'singleton'-taxon was, een taxon dat niet definitief in een bepaalde groep kon worden geplaatst. In hun eigen analyse was Gracilisuchus het zustertaxon van een groep die Erpetosuchus en de Crocodylomorpha bevatte, die samen met de Aetosauria (tegen die tijd hernoemd van de Stagonolepididae) een tak van de Suchia vormden. Hoewel ze sterke steun vonden voor deze groepering in de vorm van acht synapomorfieën (gedeelde nieuwe eigenschappen), waarvan er twee (met betrekking tot de verbening en positie van het perilymfatische foramen van de hersenpan) ondubbelzinnig waren, merkte latere beoordeling op dat dit mogelijk het gevolg was van slechte niet-rauisuchide bemonstering. Ondertussen vormden Revueltosaurus en ornithosuchiden een groep aan de andere tak van de Suchia, dichter bij Rauisuchia.
In 2011 voerde Sterling Nesbitt nog een fylogenetische analyse met een betere steekproef uit. In tegenstelling tot Parrish en Juul, ontdekte hij dat Gracilisuchus een squamosale flens had ontwikkeld onafhankelijk van Postosuchus en krokodillen. Hoewel hij verschillende posities voor Gracilisuchus in verschillende bomen vond, waren ze het er allemaal over eens dat Gracilisuchus een basale suchide was en dichter bij crocodylomorfen stond dan de niet-archosaurische phytosauriërs. Volgens de consensusboom bevond Gracilisuchus zich in een polytomie met een groep Revueltosaurus en Aetosauria; Turfanosuchus; en een groep Ticinosaurus en Paracrocodylomorpha. Hij merkte op dat de verwijdering van Turfanosuchus Gracilisuchus verbond met ornithosuchiden in één mogelijke boom, waarbij deze verwantschap gebaseerd was op ondubbelzinnige synapomorfieën zoals de aanwezigheid van drie premaxillaire tanden; de lengte van het schaambeen is meer dan zeventig procent van die van het dijbeen; het schaambeen is langer dan het zitbeen; de aanwezigheid van een opening in de middenlijn aan de onderkant van het zitbeen; en het ontbreken van een 'haak' aan de bovenkant van het vijfde middenvoetsbeentje.

### Vorming van de Gracilisuchidae
Door de herbeschrijving van de achterpoten van Gracilisuchus door Lecuona en Desojo in 2011 konden aanvullende gegevens worden opgenomen in latere analyses. Lecuona en Desojo merkten ook op dat de slechte ontwikkeling van de vierde trochanter en heupkop werd gedeeld met leden van de Sphenosuchia, waardoor de mogelijkheid bestond dat ze een monofyletische groep vormden. Ze merkten echter ook op dat de analyse van Nesbitt ondersteuning biedt voor een positie buiten de Crocodylomorpha, vanwege de afwezigheid van een geperforeerde heupkom.
In 2014 suggereerde een analyse onder leiding van Richard Butler, aangepast ten opzichte van die van Nesbitt, voor het eerst dat Gracilisuchus een groep vormde met Turfanosuchus en Yonghesuchus, twee basale suchiden met een vergelijkbare ingewikkelde taxonomische geschiedenis. De groep werd de Gracilisuchidae genoemd. Ze ontdekten dat Gracilisuchidae het zustertaxon was van een groep die Ticinosuchus en de Paracrocodylomorpha bevatte, waarbij al deze samen het zustertaxon vormden van een groep bestaande uit Revueltosaurus en de Aetosauria; beide subgroepen waren eerder teruggevonden door Nesbitt. Er werd sterke steun verkregen voor de Gracilisuchidae in de vorm van zes ondubbelzinnige synapomorfieën: een uitsteeksel op de achterkant van de premaxilla dat past in een gleuf aan de buitenkant van het neusbeen; een neusbeen dat grenst aan de bovenkant van de antorbitale fenestra; het taps toelopende voorhoofdsbeen; de aanwezigheid van een holte op de bodem van de calcaneale knobbel; de osteodermen die aan hun buitenranden naar beneden buigen; en de aanwezigheid van een driehoekig uitsteeksel met een duidelijke top op het bovenkaaksbeen.
Binnen de Gracilisuchidae merkten Butler e.a. op dat Gracilisuchus waarschijnlijk dichter bij Yonghesuchus stond dan Turfanosuchus, vanwege drie synapomorfieën: het contact tussen de squamosale en postorbitale botten liep naar achteren langs een groot deel van het bodemoppervlak van de eerste; het jukbeen stopt kort voor het achterste uiteinde van het infratemporale fenestra; en de conjunctie van het basisfenoïde en parasfenoïde bevindt zich tussen plaatachtige, driehoekige projecties van het basioccipitale, bekend als tubera basilaria, waarbij de basipterygoïde uitsteeksels aan de basis van het basisfenoïde minstens 1,5 keer langer zijn dan breed. Er werd echter slechte ondersteuning voor deze relatie verkregen, gedeeltelijk vanwege de onvolledigheid van het materiaal dat aan Yonghesuchus wordt toegewezen.
Lecuona, Desojo en Pol voerden in 2017 nog een analyse uit, voortbouwend op het werk van Butler e.a., evenals Lecuona's proefschrift uit 2013, ter begeleiding van hun herbeschrijving van Gracilisuchus. Ze ontdekten dezelfde fylogenetische arrangementen binnen de Gracilisuchidae en in relatie tot andere pseudosuchiden. Hun analyse kon echter een goed opgeloste boom opleveren, zelfs met de opname van de erpetosuchiden (Erpetosuchus en Parringtonia); de opname van erpetosuchiden had Gracilisuchidae ingestort tot een polytomie in de analyse van Butler e.a.. Lecuona e.a. voegden twee synapomorfieën van Gracilisuchidae toe aan die vermeld door Butler: de afwezigheid van de bijdrage van het jukbeen aan de postorbitale balk achter de oogkas, en de articulaties met het kuitbeen en sprongbeen die een continue structuur vormen op het hielbeen. Ze verwijderden ook het oorspronkelijke kenmerk aangaan de tuber van het hielbeen. Ten slotte voegden ze één synapomorfie toe die Gracilisuchus en Yonghesuchus verenigt: de afwezigheid van de postorbitale bijdrage aan de rand van de infratemporale fenestra.

## Paleobiologie

### Houding

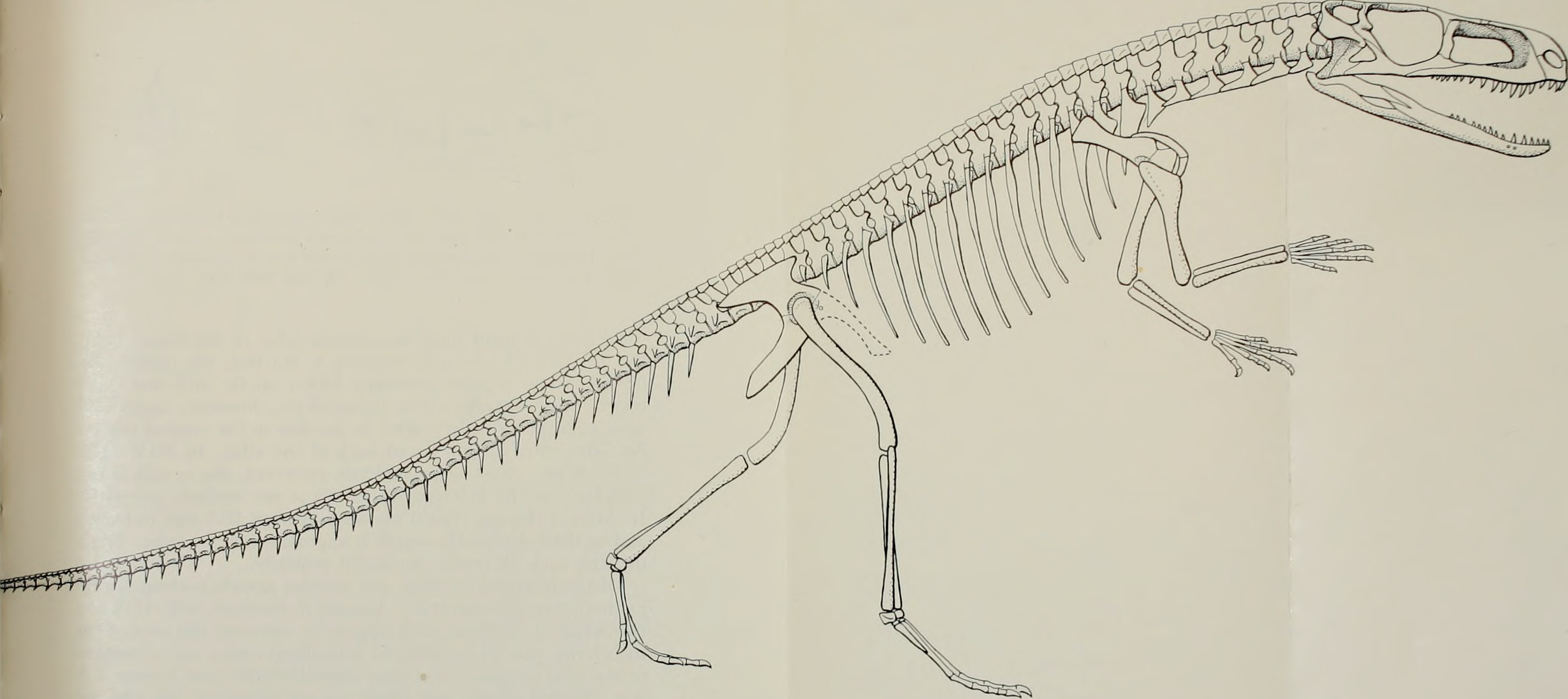
De lichaamshouding volgens Romer in 1972

Vanwege zijn vermeende affiniteiten met Ornithosuchus, reconstrueerde Romer Gracilisuchus in zijn eerste beschrijving als een facultatieve tweevoeter. Zowel Walker als Bonaparte merkten op dat de voorpoten van ornithosuchiden aanzienlijk waren verkleind ten opzichte van de achterpoten, met eveneens kleinere vingers die geschikter waren om te grijpen dan om voort te bewegen. Hoewel de hand niet bewaard is gebleven bij Gracilisuchus, merkte Romer op dat de voorpoten drie vijfde van de lengte van de achterpoten bezaten, zoals bij de ornithosuchiden; deze interpretatie was echter gebaseerd op materiaal dat sindsdien elders is toegewezen.

## Paleo-ecologie

### Stratigrafische context
De locatie waar Gracilisuchus werd ontdekt, staat bekend als de vindplaats Los Chañares en bevindt zich op 29° 49'8.9 "S 67° 48'47.9" W. Het bestaat uit badlands aan de voet van een helling in de breedterichting, waarbij de blootgestelde rotsen zijn samengesteld uit veldspaat- en kwartskorrels, samen met glasscherven, ingebed in een geologische silica en klei. Deze rotsen behoren tot het onderste deel van de Chañares-formatie, die plaatselijk over de Tarjados-formatie ligt en onder de Los Rastros-formatie. Beginnend ongeveer tien meter boven de grens tussen de Tarjados- en Chañares-formaties, zijn overal in de rots bruine afzettingen van carbonaat aanwezig. In deze afzettingen zijn de overblijfselen van Gracilisuchus en andere tetrapoden gevonden.
In tegenstelling tot andere formaties uit het Carnien (Laat-Trias), zijn er geen dinosauriërresten in de Chañares-formatie. Dit heeft ertoe geleid dat onderzoekers een Midden-Trias-tijdperk aan de Chañares toewijzen. Vanwege gedeelde faunacomponenten zijn correlaties met de Dinodontosaurus-Assemblage Zone van de Santa Maria-formatie in Brazilië gebruikt om een Ladijnse leeftijd toe te wijzen aan de Chañares. Argon-argondatering van de Ischigualastoformatie (die plaatselijk over de Los Rastros ligt) in 1993 leverde ook een datering op nabij de grens van het Ladinien-Carnien, waardoor de Chañares tot de grens van het Ladinien werden beperkt. Nauwkeurigere uranium-looddatering maakte later echter herzieningen van de geologische tijdschaal noodzakelijk. De Ischigualasto werd overgeplaatst naar het Laat-Carnien, waardoor een Carniaanse datering mogelijk werd voor de Chañares. Dit werd opnieuw bevestigd door uranium-looddatering van Chañares-afzettingen in 2016, wat wijst op een vroege Carnische leeftijd van 236 tot 234 miljoen jaar.